# 卡罗尔·巴拉德
卡罗尔·巴拉德（Carroll Ballard，1937年10月14日—）是一名美国电影导演，最有名的作品是1996年的《伴你高飞》。

## 事业
他最早为美国信息局（U.S. Information Agency）制作记录片，如 Beyond This Winter's Wheat (1965) 和 Harvest (1967)，后者获得了一项奥斯卡奖提名。他也独立制作了记录片 The Perils of Priscilla (1969)和 Rodeo (1970)。
他是《星球大战》的第二组导演，负责户外沙漠的场景。1979年独立导演电影《The Black Stallion》。2002年，本片被国会图书馆收藏到美国电影登记部。
他的电影主要关注动物、人类与自然的关系，并富有诗意。

## 电影作品
- 黑神驹/The Black Stallion (1979)
- 豺狼计划/Never Cry Wolf (1983)
- Nutcracker: The Motion Picture (1986) (referred to in the actual credits as Pacific Northwest Ballet's "Nutcracker" )
- Wind (1992)
- 伴你高飞 (1996)
- 杜玛/Duma (2005)